# Montagny-lès-Seurre
Montagny-lès-Seurre település Franciaországban, Côte-d’Or megyében. Lakosainak száma 115 fő (2022. január 1.). Montagny-lès-Seurre Franxault, Grosbois-lès-Tichey, Tichey, Bousselange és Pagny-le-Château községekkel határos.

## Népesség
A település népességének változása:
| Lakosok száma | 111  | 107  | 119  | 103  | 108  | 104  | 104  | 111  | 112  | 115  |
|               | 1968 | 1982 | 1990 | 2006 | 2013 | 2015 | 2017 | 2019 | 2020 | 2022 |